# Agnieszka Mandat
Pour les articles homonymes, voir Mandat.
Agnieszka Mandat, aussi Agnieszka Mandat-Grąbka, née le 29 mai 1953 à Cracovie (Pologne), est une actrice polonaise.

## Biographie
En 1976, Agnieszka Mandat est diplômée de l'École nationale supérieure de théâtre à Cracovie. Elle est actrice au Théâtre Stary à Cracovie.
Elle est actuellement professeur à l'École nationale supérieure de théâtre Ludwik Solski.

## Filmographie partielle

### Au cinéma
- 1981 : Dziecinne pytania : Sylvia
- 1983 : On, ona, oni : Magda Kieniewicz
- 2000 : Szczesliwy czlowiek
- 2007 : Lódka : la mère de Jacek
- 2007 : Jasna strona : la mère d'Ola
- 2007 : In Between
- 2008 : Ile wazy kon trojanski? : la mère de Zosia
- 2009 : Dans la tourmente (Within the Whirlwind) : la femme dans le train
- 2009 : Nigdy nie mów nigdy : la tante d'Ama
- 2010 : Zwerbowana milosc : la mère d'Anna
- 2012 : Dzien kobiet : Juge
- 2012 : Sanctuary : Housemaid
- 2012 : Piata pora roku : Irena
- 2014 : Jeziorak : Dr. Smolinska
- 2017 : Spoor (Pokot) : Janina Duszejko
- 2022 : Heart Parade (Parada serc) de Filip Zylber